# Jaye Howard
Jaye Howard (Apopka, 20 dicembre 1988) è un giocatore di football americano statunitense che gioca nel ruolo di defensive tackle per i Kansas City Chiefs della National Football League. Fu scelto nel corso del quarto giro (114º assoluto) del Draft NFL 2012 dai Seattle Seahawks. Al college ha giocato a football a Florida.

## Carriera professionistica

### Seattle Seahawks
Il 28 aprile 2012, Howard fu scelto nel corso del quarto giro del Draft 2012 dai Seattle Seahawks. Nella sua stagione da rookie scese in campo due volte senza far registrare alcuna statistica.

### Kansas City Chiefs
Nel 2013, Howard passò ai Kansas City Chiefs con cui disputò tre gare, di cui una come titolare, mettendo a segno 6 tackle.

## Vittorie e premi
Nessuno

## Statistiche
| Partite totali      | 5 |
| Partite da titolare | 1 |
| Tackle totali       | 6 |

Statistiche aggiornate alla stagione 2013